# Sacred Reich
Sacred Reich – amerykański zespół thrashmetalowy założony w Phoenix w 1985. 
W 2000 grupa została rozwiązana, w 2007 powróciła na scenę. Na początku 2018 Sacred Reich podpisał kontrakt z Metal Blade Records, czego efektem było wydanie w 2019 nowego albumu Awakening.

## Członkowie zespołu

### Obecni członkowie zespołu
- Phil Rind – wokal, gitara basowa (1986–2000, 2007–)
- Wiley Arnett – gitara (1986–2000, 2007–)
- Joey Radziwill – gitara (2019–)
- Dave McClain – perkusja (1991–1995, 2018-)

### Byli członkowie zespołu
- Dan Kelly – wokal (1985–1986)
- Jeff Martinek – gitara (1985–1986; zmarły 2018)
- Greg Hall – perkusja (1985–1991, 1996–2000, 2007–2018)
- Jason Rainey – gitara (1985–2000, 2007–2019; zmarły 2020)

## Dyskografia[1]

### Albumy studyjne
- 1987: Ignorance (Metal Blade Records)
- 1990: The American Way (Enigma Records)
- 1993: Independent (Hollywood Records)
- 1996: Heal (Metal Blade Records)
- 2019: Awakening (Metal Blade Records)[2]

### Album koncertowy
- 1997: Still Ignorant (1987–1997) (Metal Blade Records)

### Minialbumy
- 1988: Surf Nicaragua (Metal Blade Records)
- 1989: Alive at the Dynamo (Roadracer Records)
- 2019: Alive 2019 (Devil Inc. Presseverlag)